# Timed Text
Timed Text ist die Präsentation eines Textmediums in Synchronisation mit anderen Medien, z. B. Audio oder Video.
Typische Anwendungen von Timed Text sind z. B. Echtzeit-Untertitelung von fremdsprachigen Filmen im Internet, Untertitel für Nutzer ohne Audiogeräte oder Hörgeschädigte, Karaoke, Laufbänder mit News oder Teleprompter-Anwendungen.
Timed text für MPEG-4-Filme und Handy-Medien ist in MPEG-4 Teil 17 beschrieben und im RFC 3839 wird darauf verwiesen.
Das W3C entwickelt eine Timed Text (TT)-Spezifikation, die viele Aspekte von Timed Text im Internet enthält. Es wurde als W3C-Empfehlung eingeführt.
Die Frage nach der Entwicklung eines interoperabilen Textformates kam während der Entwicklung der SMIL-2.0-Spezifikation auf. Heutzutage gibt es ziemlich viele untereinander inkompatible Formate für Bildtext, Untertitelung und andere Timed Text-Formate, die im Web genutzt werden. Das bedeutet, dass der Textteil, wenn man eine SMIL-Präsentation erstellt, oft an eine bestimmte Playback-Umgebung weitergeleitet werden muss. Dies wirft ein Problem bei der Erstellung interoperabler SMIL-Präsentationen auf. Darüber hinaus sind Hörgeschädigte sehr von Untertiteln abhängig, um audiovisuelle Inhalte auch für die hörgeschädigten Zuschauer zugänglich zu machen. Das Fehlen eines interoperabilen Formats fügt signifikante zusätzliche Kosten den schon ohnehin hohen Kosten für die Untertitelung von Internetinhalten hinzu.
Timed Text bereichert das Nutzererlebnis von Diensten, die mit Timed Text verbunden sind und wird als wichtiger Stimulus z. B. in der Benutzung von Captioning und Untertitelung genutzt. Unter den Organisationen, die an Timed Text arbeiten wollen, sind z. B. Streaming-Media-Techniken, Webbrowser-Firmen, Repräsentanten der Hörgeschädigtengemeinschaft, Produzenten von Untertiteln und Hersteller von Unterhaltungselektronik.